# Escucha (kommunhuvudort)
Escucha är en kommunhuvudort i Spanien.   Den ligger i provinsen Provincia de Teruel och regionen Aragonien, i den östra delen av landet, 250 km öster om huvudstaden Madrid. Escucha ligger 1 073 meter över havet och antalet invånare är 1 097.
Terrängen runt Escucha är kuperad. Trakten runt Escucha är nära nog obefolkad, med mindre än två invånare per kvadratkilometer. Närmaste större samhälle är Utrillas, 3,6 km nordväst om Escucha. Omgivningarna runt Escucha är i huvudsak ett öppet busklandskap.